# Cibele
Cibele era uma deusa originária da Frígia. Designada como "Mãe dos Deuses" ou Deusa mãe, simbolizava a fertilidade da natureza. O seu culto iniciou-se na região da Ásia Menor e espalhou-se por diversos territórios da Grécia Antiga. Sob o antigo título grego, Potnia Theron, também foi associada à deusa-mãe minoica, cujo culto remonta ao período neolítico da "Senhora dos Animais". Cibele tornou-se uma divindade do ciclo de vida-morte-renascimento ligada à ressurreição do filho e amante Átis.

## Atributos da deusa
Cibele era representada, frequentemente, com uma coroa de muralhas, que simboliza o seu poder militar como protetora e, ao mesmo tempo, arrasadora de cidades, com leões por perto ou num carro puxado por esses animais e uma cornucópia, o corno (chifre) da abundância, referente a fertilidade e riqueza.

## Os gregos
Segundo os gregos, esta deusa seria uma encarnação de Reia, adorada no Berecinto, um dos picos do monte Ida na Frígia, daí o epíteto de berecintiana que lhe é dado às vezes. O culto incluía manifestações orgíacas, como era próprio dos deuses relacionados com a fertilidade, celebrados pelos curetes ou coribantes. É relacionada também com a lenda grega de Agdístis e Átis.

## Magna Mater

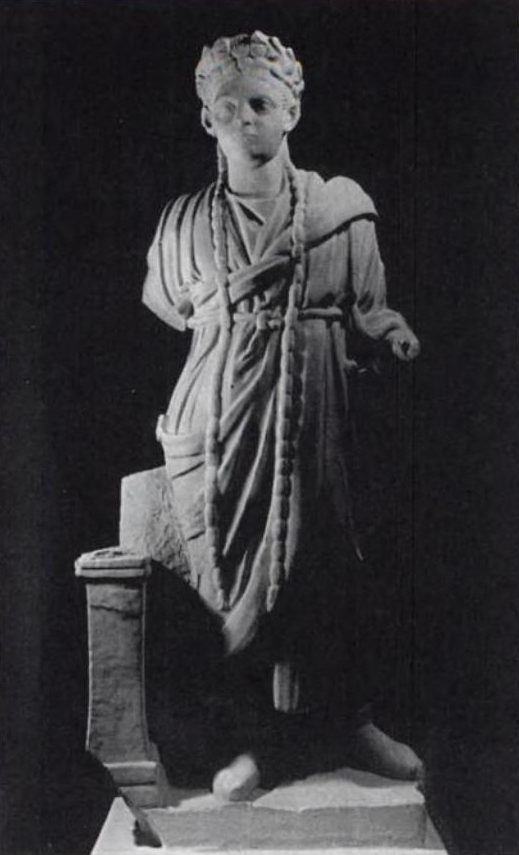
Archgalli, chefe dos galli (sacerdotes da deusa Magna Mater)

Essa divindade oriental foi introduzida em Roma na época das guerras púnicas, por volta de 204 a.C. Sua adoção em Roma, e no Lácio, é feita após a latinização de seu nome, tornando-se Magna Mater, a "Grande Mãe" do monte Ida, situado próximo a Troia, o que remonta a lenda de Eneias, retratada por Virgílio na Eneida. Na ocasião, os romanos mandaram vir de Pessinunte, terra do rei Midas e onde se encontrava o templo principal dedicado à deusa, uma pedra negra que a simbolizava. Seus sacerdotes, os galli, são importados e a renovação desse sacerdócio é feita do mesmo modo, pois a castração, ritual presente na iniciação dessas pessoas, não era algo admissível a um romano. É construído no monte Palatino um templo à deusa e seus rituais entram no calendário religioso oficial da cidade de Roma. Era acompanhada por um guia e amante, Átis, cujo culto, suspeito aos olhos dos romanos, só foi liberado realmente pelo imperador Cláudio.

Cibele permaneceu no Templo da Victoria até que seu próprio templo fosse dedicado, em 191 a.C. A deusa teria vindo acompanhada por seus sacerdotes, os galli, e seus rituais foram gradativamente incorporados ao calendário dos festivais. Apesar de seu caráter estrangeiro, Cibele, tornada Magna Mater, passou à lista das maiores divindades a partir desta data..

### Virgílio e aEneida
O interesse de Augusto por essa divindade pode explicar a importância que Virgílio lhe atribui na Eneida. No livro II, verso 779, ela diz a Eneias que foi o próprio Júpiter que proibiu que Creúsa o acompanhasse em sua fuga, para criar uma nova Troia. Em III, 111-113, Virgílio apresenta alguns aspectos de seu culto e Anquises, pai de Eneias, atribui-lhe uma origem cretense. Em VII, 139, Cibele figura entre as divindades invocadas por Eneias. Mais adiante, no livro IX, Cibele intervém para que os rutulianos (ou rútulos) não queimem os navios dos troianos cercados e, por sua intercessão, Júpiter transforma as embarcações em ninfas marinhas (IX, 80-83). Cibele aparece também no livro X da Eneida (verso 220), com o nome de Cibebe. É mencionada ainda em XI, 768.

### Adoção do culto em Cícero
No século I a.C, o advogado, escritor, historiador, e filósofo Marco Túlio Cícero retoma a incorporação da deusa ao panteão romano em um de seus discursos no fórum contra Clódia Pulchra Metelli:

Foi então, pelo conselho desta profetisa [a Sibila], num tempo em que a Itália sofria a Guerra Púnica e era devastada por Aníbal, que nossos ancestrais (maiores) fizeram vir este culto da Frígia e o estabeleceram em Roma; ele foi acolhido pelo homem mais bem considerado pelo povo romano, P. Cipião, e pela mulher reputada como a mais casta das matronas, Q. Claudia…

Desta forma, a fim de desacreditar e incriminar Clódia Metelli, Cícero utiliza deste antigo relato, comparando as duas mulheres da gens Claudia. Cícero nos é importante, portanto, para mostrar como a questão da família (gens) e dos ancestrais (maiores) é importante e serve de lei para incriminar alguém.

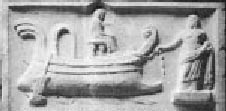
Claudia Quinta puxando o barco da deusa Magna Mater por uma corda, como conta o poema de Ovídio.

### Ovídio e o Épico da entrada de Magna Mater
No período da restauratio augustana, isto é, o programa de restauração da religião — entre outros elementos — romana feita por Augusto onde ritos, sacerdócios, jogos e festivais do passado foram reincorporados à sociedade romana, o poeta Ovídio, ao escrever seu livro Fastii, um poema-calendário, retoma a inserção de Magna Mater no culto oficial e Claudia Quinta com mais impacto. Neste momento, a matrona é vista como uma grande heroína que desencalha sozinha o barco onde a deusa (sua estátua) está com as mãos e a puxa para Roma, sendo uma grande heroína.
Informações sobre o culto a Cibele são encontradas ainda em Catulo, 63 e em Lucrécio, 2, 598-643.